# Дрыманов, Александр Александрович
Александр Александрович Дрыманов (род. 7 июня 1968, Гати, Тульская область) — бывший руководитель Главного следственного управления Следственного комитета России по г. Москве, генерал-майор юстиции в отставке, фигурант громкого уголовного дела. В 2018 году, через месяц после выхода на пенсию по выслуге лет, был арестован по делу о перестрелке на Рочдельской улице, итогом которой стало убийство нескольких человек, включая свидетеля обвинения, и коррупционный скандал в СКР.

## Биография
Карьеру в правоохранительных органах России начал следователем во Владимирской области, позже перешел в Генпрокуратуру, где достиг должности старшего следователя по особо важным делам управления по расследованию особо важных дел Генеральной прокуратуры РФ. Работал старшим следователем по особо важным делам при председателе Следственного комитета РФ. С 2008 года Александр Дрыманов возглавлял расследование дела о военных преступлениях в Грузии, произошедших в ходе войны России с ней, а также расследовал второе дело Михаила Ходорковского и Платона Лебедева, расследовал громкое дело о коррупции и незаконном прослушивании телефонов, главным обвиняемым по которому проходил генерал ФСКН Александр Бульбов.
Летом 2014 года Дрыманов занял пост исполняющего обязанности начальника управления СКР по расследованию преступлений, связанных с применением запрещенных средств и методов ведения войны. Как и в этой должности, так и ранее, в качестве старшего следователя при председателе СКР, он вёл дела по дискриминации русского населения во время войны на востоке Украины, возбуждал уголовные дела в отношении украинской летчицы Н. Савченко и командиров батальонов «Донбасс», «Айдар» и «Днепр-1», а также официально заявил о применении украинской армией запрещенных видов оружия — кассетных и фосфорных боеприпасов.
В феврале 2015 года приказом председателя СК РФ А. Бастрыкина Дрыманов был назначен исполняющим обязанности руководителя главного следственного управления СКР по Москве. В том же 2015 году Александр Дрыманов возглавил это управление.

Он прошел путь от рядового следователя, старшего следователя при председателе, до и. о. руководителя управления в ГСУ СК. Генерал-майор Дрыманов — опытный профессионал и честный человек", — охарактеризовал назначенца официальный представитель СКР Владимир Маркин.
— «Следователь особого назначения», «Российская газета» — Федеральный выпуск №6597 (26).
В 2015 году Дрыманов отметил, что коррупция порой опаснее экстремизма, причем первым страхом коррупционера после уголовной ответственности является страх «попасть в газеты». Вскоре ФСБ стало подозревать самого Дрыманова в коррупции, против него было возбуждено уголовное дело.
30 мая 2018 года генерал Дрыманов написал рапорт о выходе на пенсию. В начале июня 2018 года, по данным СМИ, Дрыманов подал заявление об отпуске с последующим увольнением, которое было удовлетворено 3 июня 2018 года В начале июля 2018 года Дрыманов подал заявление в Адвокатскую палату Волгоградской области, чтобы получить статус спецсубьекта, однако не успел им стать, так как 16 июля 2018 года он был задержан в рамках уголовного дела о подкупе офицеров Следственного комитета людьми так называемого «вора в законе» Шакро Молодого.
Дрыманов, о котором до 2015 года было известно немного, прославился коррупционным скандалом по итогам расследования дела о перестрелке на Рочдельской улице, результатом которого стал системный кризис в СКР, едва не приведший к ликвидации ведомства. Общественное мнение о Дрыманове было разнонаправленным — от полного равнодушия до пристального внимания.

## Уголовное дело
ФСБ подозревало Дрыманова («Дрым», «Генерал Стаканов») и ряд офицеров СКР в получении взятки от крупной ОПГ за фактическое освобождение от уголовной ответственности двух активных членов банды вымогателей, участвовавших в перестрелке на Рочдельской улице.
Ситуация с Дрымановым сходна с делом 2011 года о крышевании прокурорами игорного бизнеса: межведомственная борьба спецслужб стала основным мотивом уголовного преследования Дрыманова.
В 2018 году на одном из судебных заседаний Дрыманов впервые обвинялся прокуратурой в получении взятки от участников преступной группировки Шакро, однако изначально «Дрыманов не проходит в качестве обвиняемого по делу, обвинение ему не предъявлено, и непонятно, какие есть юридические основания для таких заявлений», как заявлял тогда бывший генпрокурор Юрий Скуратов. По его словам, здесь чувствуется «определенная натяжка и подоплека». В том же году нападки прокуроров на Дрыманова стали приобретать несистемный характер, к примеру, на процессе о перестрелке на Рочдельской улице генерала упрекали в том, что он принял от Никандрова благодарность за продвижение по службе. Против него, однако, дал показания экс-глава СО СК по ЦАО Алексей Крамаренко.
Дрыманов заявлял о коварстве сотрудников ФСБ, которые некоторое время делали вид, что претензий к нему не имеют. Версия ФСБ заключалась в том, что деньги Шакро, пройдя через цепочку посредников и потому уполовинившись, оказались у Михаила Максименко, который «встретившись с Александром Дрымановым на пересечении улиц Волхонки и Знаменки, передал ему уже $400 тыс. Генерал, в свою очередь, считают в ФСБ, разделил эту сумму поровну с генералом Никандровым», причем Дрыманов лично пересчитывал деньги в собственном рабочем кабинете.
В результате Дрыманов ушел в отставку, заявив, что его оболгали под давлением ФСБ, некоторое время он избегал ареста, однако летом 2018 года Дрыманова задержали, причиной стали новые показания Никандрова. 31 июля Дрыманову были предъявлены обвинения во взяточничестве в крупном и особо крупном размерах. Свою вину Дрыманов не признал. Несмотря на то, что Дрыманов обещал не пользоваться адвокатами, у него их было несколько.
Моральную поддержку оказал следователю актер Станислав Садальский, который, как оказалось, приятельствовал с Дрымановым.
18 марта 2020 года СМИ сообщили, что Дрыманов был приговорен к 12 годам колонии строгого режима и штрафу в размере 196 млн рублей, а также лишен звания генерала.